# Orcinas
Orcinas est une commune française située dans le département de la Drôme, en région Auvergne-Rhône-Alpes.

## Géographie

### Localisation
Orcinas est située à 12 km au nord-est de Dieulefit (chef-lieu du canton), à 31 km au sud de Crest et à 37 km à l'est de Montélimar.

### Relief et géologie
Sites particuliers :
- Serre de la Motte

### Hydrographie
La commune est arrosée par les cours d'eau suivants :
- Ravin de la Répara
- Ravin de Sanier
- Ravin des Capouriers
- Ravin des Goutats
- Ravin du Fauroux
- Ruisseau de Chauvin
- Ruisseau de Luzerne

### Climat
Pour des articles plus généraux, voir Climat d'Auvergne-Rhône-Alpes et Climat de la Drôme.
En 2010, le climat de la commune est de type climat méditerranéen altéré, selon une étude du Centre national de la recherche scientifique s'appuyant sur une série de données couvrant la période 1971-2000. En 2020, Météo-France publie une typologie des climats de la France métropolitaine dans laquelle la commune est exposée à un climat de montagne ou de marges de montagne et est dans la région climatique  Alpes du sud, caractérisée par une pluviométrie annuelle de 850 à 1 000 mm, minimale en été. 
Pour la période 1971-2000, la température annuelle moyenne est de 11,8 °C, avec une amplitude thermique annuelle de 16,8 °C. Le cumul annuel moyen de précipitations est de 907 mm, avec 7,7 jours de précipitations en janvier et 4,2 jours en juillet. Pour la période 1991-2020, la température moyenne annuelle observée sur la station météorologique de Météo-France la plus proche, « Bourdeaux », sur la commune de Bourdeaux à 4 km à vol d'oiseau, est de 11,9 °C et le cumul annuel moyen de précipitations est de 953,4 mm,. Pour l'avenir, les paramètres climatiques de la commune estimés pour 2050 selon différents scénarios d'émission de gaz à effet de serre sont consultables sur un site dédié publié par Météo-France en novembre 2022.

## Urbanisme

### Typologie
Au 1er janvier 2024, Orcinas est catégorisée commune rurale à habitat très dispersé, selon la nouvelle grille communale de densité à 7 niveaux définie par l'Insee en 2022.
Elle est située hors unité urbaine et hors attraction des villes,.

### Occupation des sols
L'occupation des sols de la commune, telle qu'elle ressort de la base de données européenne d’occupation biophysique des sols Corine Land Cover (CLC), est marquée par l'importance des forêts et milieux semi-naturels (55,2 % en 2018), en diminution par rapport à 1990 (59,6 %). La répartition détaillée en 2018 est la suivante : forêts (45,6 %), zones agricoles hétérogènes (44,7 %), milieux à végétation arbustive et/ou herbacée (9,6 %), prairies (0,1 %). L'évolution de l’occupation des sols de la commune et de ses infrastructures peut être observée sur les différentes représentations cartographiques du territoire : la carte de Cassini (XVIIIe siècle), la carte d'état-major (1820-1866) et les cartes ou photos aériennes de l'IGN pour la période actuelle (1950 à aujourd'hui).

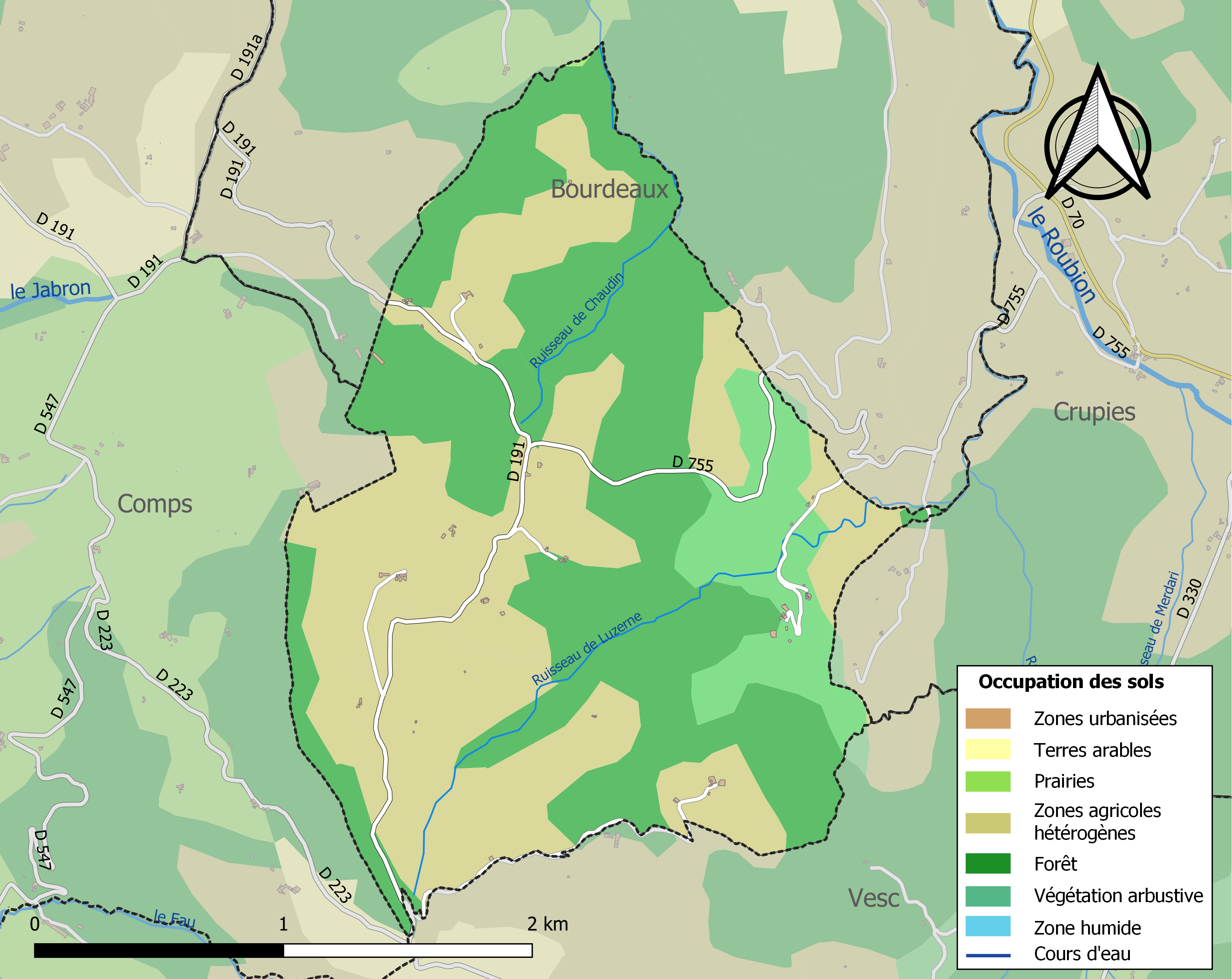
Carte des infrastructures et de l'occupation des sols de la commune en 2018 (CLC).

### Morphologie urbaine
Habitat dispersé ; la commune n'a pas de village.

#### Quartiers, hameaux et lieux-dits
Site Géoportail (carte IGN) :
- Chabrier
- Charlasson
- Grand Bois
- la Blache
- la Garrigue
- la Rate
- la Tour
- le Pibon
- les Bernardets
- les Coucouris
- les Cros
- les Magnettes
- les Pérassols
- les Prades
- les Thibauds
- le Turc
- Mairie d'Orcinas
- Rousset

### Voies de communication et transports
La commune est desservie par les routes départementales RD 191 et RD 755,.

## Toponymie
La commune est dénommée Orcinàs en provençal[réf. nécessaire].

### Attestations
Dictionnaire topographique du département de la Drôme :
- VIIIe siècle : villa Orsiano in Diense (Histoire du Vivarais, I, 595).
- 1507 : Orcinassium (terrier de Bourdeaux).
- 1516 : mention de l'église Notre-Dame : capella Beate Marie de Orcinassio (pouillé de Die).
- 1788 : Ourcinas et Oursinas (alman. du Dauphiné).
- 1891 : Orcinas, commune du canton de Dieulefit.

## Histoire

### Du Moyen Âge à la Révolution
La seigneurie :
- Au point de vue féodal, Orcinas était une terre (ou seigneurie) du fief des comtes de Valentinois.
- 1342 : possession des Eygluy (ou du seigneur de Mirabel-en-Diois[15]).
- 1453 : possession des Artaud.
- 1463 : la terre est vendue aux Eschaffin.
- Vers 1479 : elle est cédée aux Fayolle.
- 1540 : passe (par mariage) aux Cliou.
- 1620 : passe aux Lattier, derniers seigneurs.

1540 (démographie) : 33 habitants.
Avant 1790, Orcinas était une communauté de l'élection subdélégation et sénéchaussée de Montélimar.

Elle formait une paroisse du diocèse de Die dont l'église, sous le vocable de Notre-Dame puis de Saint-Laurent, dépendait du prieur de Comps qui y était collateur et décimateur.

### De la Révolution à nos jours
En 1790, la commune fait partie du canton de Dieulefit.

## Politique et administration

### Liste des maires
| Période                                                                      | Période                    | Identité                             | Étiquette | Qualité       |
| ---------------------------------------------------------------------------- | -------------------------- | ------------------------------------ | --------- | ------------- |
| Les données manquantes sont à compléter. : de la Révolution au Second Empire |                            |                                      |           |               |
| 1790                                                                         | 1871                       | ?                                    |           |               |
| Les données manquantes sont à compléter. : depuis la fin du Second Empire    |                            |                                      |           |               |
| 1871                                                                         | 1874                       | ?                                    |           |               |
| 1874                                                                         | 1878                       | ?                                    |           |               |
| 1878                                                                         | 1884                       | ?                                    |           |               |
| 1884                                                                         | 1888                       | ?                                    |           |               |
| 1888                                                                         | 1892                       | ?                                    |           |               |
| 1892                                                                         | 1896                       | ?                                    |           |               |
| 1896                                                                         | 1900                       | ?                                    |           |               |
| 1900                                                                         | 1904                       | ?                                    |           |               |
| 1904                                                                         | 1908                       | Paul Gresse                          |           |               |
| 1908                                                                         | 1912                       | Paul Gresse                          |           |               |
| 1912                                                                         | 1919                       | Paul Gresse                          |           |               |
| 1919                                                                         | 1925                       | Paul Gresse                          |           |               |
| 1925                                                                         | 1929                       | Paul Gresse                          |           |               |
| 1929                                                                         | 1935                       | Paul Gresse                          |           |               |
| 1935                                                                         | 1945                       | Émile Boulard                        |           |               |
| 1945                                                                         | 1947                       | Émile Boulard                        |           |               |
| 1947                                                                         | 1953                       | Émile Boulard                        |           |               |
| 1953                                                                         | 1959                       | Émile Boulard                        |           |               |
| 1959                                                                         | 1965                       | Louis Gaudin                         |           |               |
| 1965                                                                         | 1971                       | Louis Gaudin                         |           |               |
| 1971                                                                         | 1977                       | Louis Gaudin                         |           |               |
| 1977                                                                         | 1983                       | Walter Rosenberg                     |           |               |
| 1983                                                                         | 1989                       | René Barnavon                        |           | agriculteur   |
| 1989                                                                         | 1995                       | René Barnavon                        |           |               |
| 1995                                                                         | 2001                       | René Barnavon                        |           |               |
| 2001                                                                         | 2008                       | Maurice Rousset                      |           | agriculteur   |
| 2008                                                                         | 2014                       | Maurice Rousset                      |           | maire sortant |
| 2014                                                                         | 2020                       | Maurice Rousset                      |           | maire sortant |
| 2020                                                                         | En cours (au janvier 2020) | Maurice Rousset[source insuffisante] |           | maire sortant |

## Population et société

### Démographie
L'évolution du nombre d'habitants est connue à travers les recensements de la population effectués dans la commune depuis 1793. Pour les communes de moins de 10 000 habitants, une enquête de recensement portant sur toute la population est réalisée tous les cinq ans, les populations de référence des années intermédiaires étant quant à elles estimées par interpolation ou extrapolation. Pour la commune, le premier recensement exhaustif entrant dans le cadre du nouveau dispositif a été réalisé en 2007.

En 2022, la commune comptait 39 habitants, en évolution de +2,63 % par rapport à 2016 (Drôme : +2,64 %, France hors Mayotte : +2,11 %).
| 1793 | 1800 | 1806 | 1821 | 1831 | 1836 | 1841 | 1846 | 1851 |
| ---- | ---- | ---- | ---- | ---- | ---- | ---- | ---- | ---- |
| 105  | 66   | 110  | 117  | 123  | 116  | 120  | 115  | 115  |

| 1856 | 1861 | 1866 | 1872 | 1876 | 1881 | 1886 | 1891 | 1896 |
| ---- | ---- | ---- | ---- | ---- | ---- | ---- | ---- | ---- |
| 116  | 123  | 116  | 106  | 100  | 95   | 99   | 91   | 83   |

| 1901 | 1906 | 1911 | 1921 | 1926 | 1931 | 1936 | 1946 | 1954 |
| ---- | ---- | ---- | ---- | ---- | ---- | ---- | ---- | ---- |
| 85   | 85   | 81   | 64   | 65   | 65   | 50   | 57   | 62   |

| 1962 | 1968 | 1975 | 1982 | 1990 | 1999 | 2006 | 2007 | 2012 |
| ---- | ---- | ---- | ---- | ---- | ---- | ---- | ---- | ---- |
| 47   | 44   | 36   | 34   | 32   | 28   | 28   | 28   | 33   |

| 2017 | 2022 | - | - | - | - | - | - | - |
| ---- | ---- | - | - | - | - | - | - | - |
| 38   | 39   | - | - | - | - | - | - | - |

### Enseignement
La commune relève de l'académie de Grenoble.

### Loisirs
- Randonnées : GRP Tour de pays de Dieulefit[1].

### Médias
Le territoire de la commune se situe dans l'aire de diffusion de plusieurs médias :
- Presse écrite
  - Le Dauphiné libéré, quotidien régional qui consacre, chaque jour, y compris le dimanche, dans son édition de « Romans et Drôme des collines » un ou plusieurs articles à l'actualité du canton et de la commune, ainsi que des informations sur les éventuelles manifestations locales, les travaux routiers, et autres événements divers à caractère local.
  - L'Agriculture Drômoise, journal d'informations agricoles et rurales, couvre l'ensemble du département de la Drôme.
  - Drôme Hebdo (ancien Peuple Libre), hebdomadaire chrétien d'informations.
- Presse audio-visuelle
  - Ici Drôme Ardèche est une radio publique locale diffusée sur son territoire et sur celui du département de la Drôme.

## Économie

### Agriculture
En 1992 : céréales, ovins, caprins.
- Produits locaux : fromage Picodon[15].

## Culture locale et patrimoine

### Lieux et monuments

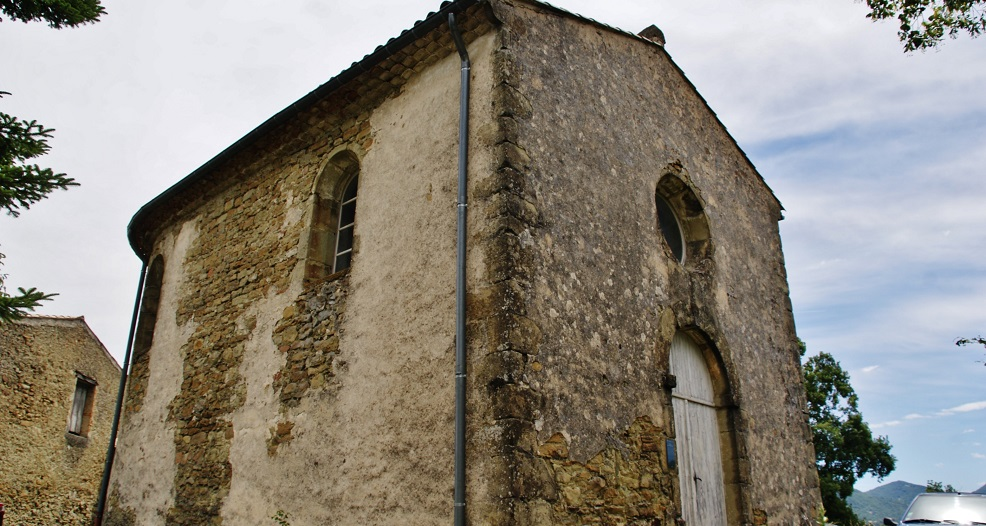
Le temple protestant.

- Maisons fortes[15].
- Église d'origine (XVIe siècle)[15].
- Temple protestant[réf. nécessaire].

### Héraldique, logotype et devise
|  | Orcinas possède des armoiries dont l'origine et le blasonnement exact ne sont pas disponibles. |